# Schmerzüberempfindlichkeit
Als Schmerzüberempfindlichkeit oder Hyperalgesie wird in der Medizin eine übermäßige Schmerzempfindlichkeit und Reaktion auf einen üblicherweise schmerzhaften Reiz hin bezeichnet, aber auch eine Schmerzreaktion gegenüber normalerweise nicht-schmerzhaften Reizen. Ursache ist die Sensitivierung der Nozizeptoren durch bestimmte körpereigene Stoffe, die z. B. bei einer Entzündung vom Gewebe freigesetzt werden, gegenüber mechanischen und thermischen Reizen. Infolgedessen sinkt die Reizschwelle (Schmerzschwelle) und übliche Schmerzreize wie starker Druck, Hitze und Kälte lösen stärkere Schmerzsignale aus als üblich. Die gesunkene Schmerzschwelle bewirkt außerdem, dass schwache, ansonsten nicht-schmerzhafte Einwirkungen im Gebiet einer Entzündung Schmerzen auslösen. Die Hyperalgesie ist eine Form der Hyperästhesie (Oberbegriff für eine übermäßige Empfindlichkeit auf einen Reiz hin).
Hinweise für eine Hyperalgesie ergeben sich aus der Anamnese. In der neurologischen Untersuchung wird zur Diagnose einer Hyperalgesie das betroffene Hautareal beispielsweise mit dem spitzen Ende eines abgebrochenen Holzstäbchens berührt. Bei Vorliegen einer Hyperalgesie klagt der Patient daraufhin über einen übermäßigen Schmerz. Im Fall einer entzündungsbedingten Hyperalgesie wird schon die leichte Berührung als schmerzhaft empfunden, z. B. über einem Abszess.
Dem Symptom der Hyperalgesie kann eine Vielzahl von neurologischen Krankheiten zugrunde liegen.
Von der Hyperalgesie abzugrenzen ist die Allodynie. Hiermit wird eine Schmerzempfindung bezeichnet, welche auf nicht schmerzhafte Reize hin entsteht. So kann das Streicheln mit einer Feder als schmerzhaft empfunden werden.
Schmerzüberempfindlichkeit entsteht auch durch langanhaltende oder fortlaufend gesteigerte Behandlung mit Opioiden. Sie wird als paradoxe Reaktion bezeichnet, bei der unter anderem epigenetische Prozesse vermutet werden.